# Reserva de fauna dels Ocapis
La reserva de fauna dels Ocapis es localitza a la selva de la província d'Ituri al nord-est de la República Democràtica del Congo, prop de les fronteres amb el Sudan i Uganda i està inscrita a la llista del Patrimoni de la Humanitat de la UNESCO des del 1996 a causa de la seva gran població d’okapis en perill d'extinció i la seva gran biodiversitat global. i en perill des del 1997.
Amb uns 14.000 km², cobreix aproximadament una cinquena part del del bosc d'Ituri.

## Ecoregió
La Reserva dels Ocapis pertany a l'ecoregió terrestre de les Forests baixes del nord-est del Congo. És travessada pel riu Epulu, afluent del Congo.

## Ecologia
La reserva de vida silvestre representa aproximadament una cinquena part de la superfície total del bosc d'Ituri. Com a refugi del Plistocè, el bosc conté boscos densos de fulla perenne i semiperenne, dominats per arbres Mbau (Gilbertiodendron dewevrei). Els rius Nepoko, Ituri i Epulu travessen la reserva, envoltats de boscos pantanosos. Els afloraments granítics al nord de la reserva protegeixen l'hàbitat crític d’Encephalartos ituriensis, una espècie amenaçada de cícades.
A causa del seu clima relativament estable durant les edats glacials repetides, la reserva de vida salvatge i el bosc d'Ituri en conjunt, protegeixen una comunitat biològica única. Com el seu nom indica, la Reserva de fauna dels Okapis és la llar de molts ocapis. A partir de 1996, el nombre es va estimar entre 3900 i 6350, d'una població mundial d'uns 10.000 a 20.000 exemplars. El 1996, hi havia aproximadament 7.500 elefants i 7.500 ximpanzés dins de la reserva, encara que probablement aquests nombres hagin disminuït significativament en els últims anys a causa de la caça furtiva i la inestabilitat política.
Altres mamífers identificats a la reserva són el lleopard, el búfal nan, el hiemosc, el bongo, l'antílop nan de Bates i l'hiloquer. Els boscos d'Ituri són la llar de 17 espècies de primats que s'han observat dins de la reserva, tenen la riquesa d'espècies de primats més alta de qualsevol bosc africà.
La reserva compta amb més de 370 espècies d'ocells i és un dels llocs més importants per a la conservació d'aus a l'Àfrica continental. Moltes de les espècies d'ocells que es troben a la reserva són endèmiques de la conca del Congo, inclòs el paó del Congo, en perill d'extinció.
L'imponent muntanya Mbiya domina el poble d'Epulu, i els pigmeus nòmades Mbuti i els agricultors bantús també viuen a la reserva.

## Dades destacades
Els rius Nepoko, Ituri i Epulu travessen la reserva. La imponent muntanya Mbiya té vista sobre el poble d'Epulu. Hi ha 5.000 ocapis, 4.000 elefants, 2.000 lleopards, ximpanzés i cocodrils. Altres animals de la selva tropical de l'Ituri són búfals nans i Hiemoscs. La reserva té més de 300 espècies d'aus i és un dels llocs més importants per a la conservació d'aus a l'Àfrica continental. Els pigmeus nòmades Mbuti i els agricultors indígenes bantú també viuen dins de la reserva.

## Història
L'Okapi Wildlife Reserve es va crear amb l'ajuda del Projecte de Conservació de l'Okapi l'any 1992. El projecte continua donant suport a la reserva formant i equipant els guàrdies de vida salvatge i proporcionant assistència per millorar la vida de les comunitats veïnes. La Reserva de Vida Silvestre d'Okapi es va afegir a la llista de Patrimoni de la Humanitat en perill l'any 1997. Les principals amenaces per a la reserva són la desforestació, causada principalment per l'agricultura de tala i crema, i la caça comercial per a la venda de carn de bosc. La mineria d'or també ha estat problemàtica per a la Reserva. A partir de l'any 2005, els combats a la part oriental del país es van traslladar dins dels límits de la Reserva, provocant la fugida o l'evacuació del seu personal. La manca de finançament a causa de les males condicions polítiques i econòmiques de la República Democràtica del Congo també ha estat problemàtica. S'espera que es pugui desenvolupar l'ecoturisme a la zona, que condueixi tant a un augment del finançament com a una millor conscienciació pública.

## Conservació
La reserva de vida salvatge és la ubicació del Centre de Conservació i Recerca d'Epulu, al riu Epulu. Aquesta instal·lació es remunta al 1928 quan el campament va ser fundat per l'antropòleg estatunidenc Patrick Putnam com a estació de captura, on es capturaven okapis salvatges i s'enviaven als zoos americans i europeus. Fins al 2012 encara va complir aquesta funció, encara que amb una metodologia molt diferent, ja que els okapis es van quedar al Congo. L'any 2012 un atac rebel va deixar morts els okapis captius del centre i es va decidir centrar-se exclusivament (almenys sempre que hi hagués problemes de seguretat) a preservar els okapis salvatges a la reserva. El centre també realitza una important tasca de recerca i conservació.

## Mineria d'or
A partir del 2015 hi havia un campament de mineria artesanal d'or a Muchacha dins de la reserva que donava feina a unes 8.000 persones. La mina estava dirigida per una facció rebel poc organitzada, Mai-Mai Simba, que pretenia alliberar la població local de les restriccions d'ús de la terra de la reserva. El director de la reserva, el coronel Lucien Gedeon Lokumu, va anunciar l'operació Safisha per netejar la reserva de forces rebels i operacions mineres.
Un informe de juny de 2021 del Grup d'Experts de les Nacions Unides sobre la República Democràtica del Congo va plantejar la seva preocupació per la presència d'operacions de dragatge semiindustrialitzades a 12 quilòmetres al sud de Bandegaido, dins de la reserva de vida silvestre d'Ocapi. La mineria es va dur a terme dins del Complex Muchacha Ming (MMC) que està cobert per un permís del Cadastre Miner oficial de la RDC, en mans de MCC Resources de l'empresari xinès Kong Maohuai. A la mina funcionava l'empresa Kimia Mining Investment sarl. La mineria és il·legal a la reserva, i les tropes de les FARDC vigilaven el jaciment miner, també en violació de la llei congolesa.
Més tard aquell mes, les autoritats congoleses van anunciar la confiscació de 31 kg d'or (uns 1,9 milions de dòlars) d'aquesta mina de Muchaha. A partir del 2022, organitzacions no governamentals com el Consell per a la Defensa del Medi Ambient a través de la Legalitat i la Traçabilitat (CODELT) i l'Alerta Congolaise pour l'Environnement et les Droits de l'Homme (ACEDH) culpen les operacions mineres de destruir la selva tropical prístina dins de la reserva.

## Atacs rebels

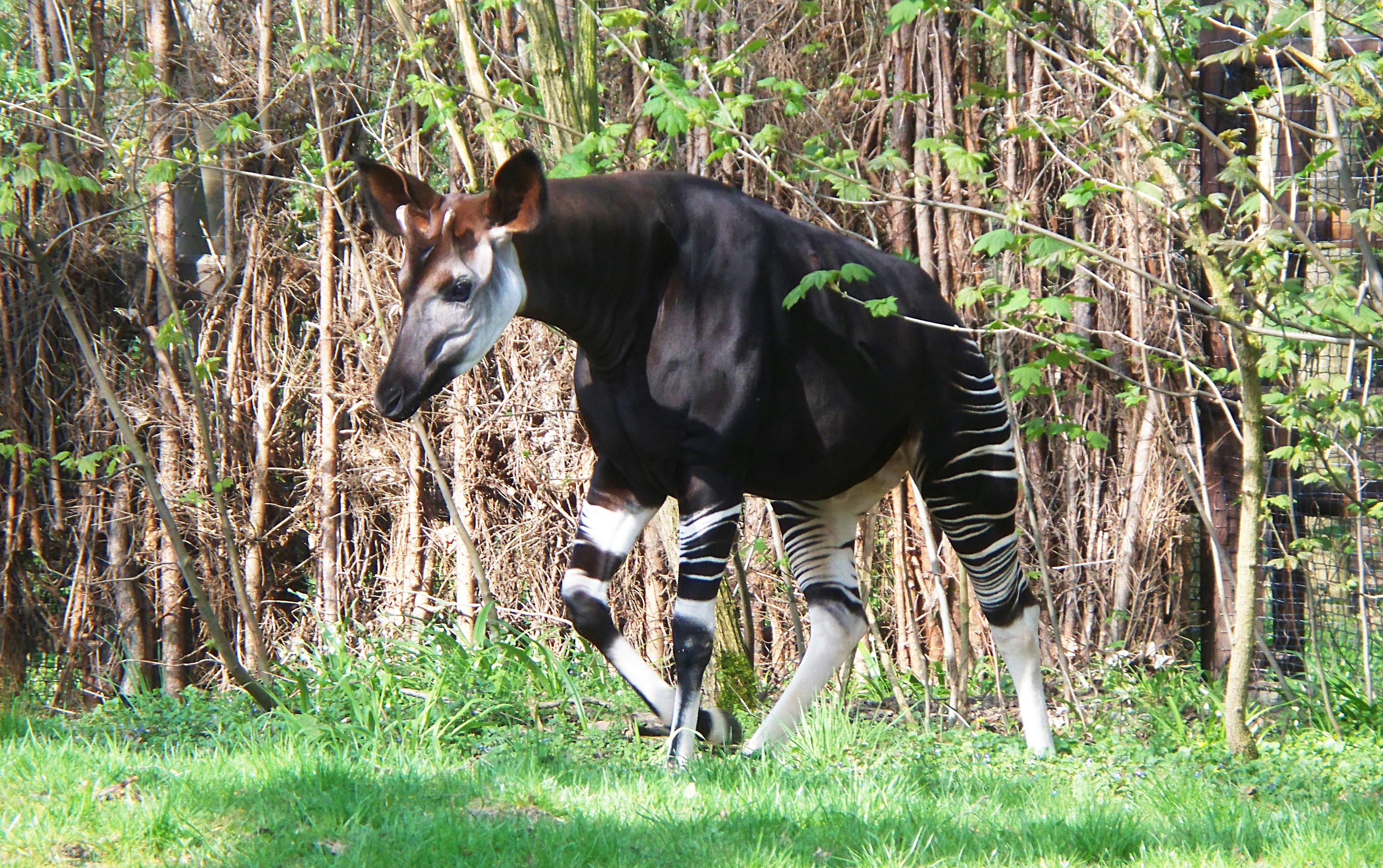
Okapi

El 24 de juny de 2012, el Centre de Conservació i Recerca d'Epulu va ser atacat, saquejat i cremat per un grup de rebels Mai-Mai, liderats per Paul Sadala (àlies Morgan) i format per caçadors furtius d'elefants i miners il·legals. Durant l'atac, 13 dels 14 okapis del centre van morir (l'últim va morir més tard a causa de les ferides que va patir durant l'atac) i també van morir sis persones, entre altres dos guardes del parc de vida salvatge. Molts altres locals, alguns menors, van ser segrestats, però tots van ser alliberats més tard. A principis d'agost, la situació de seguretat havia millorat a causa de les tropes de l'exèrcit congolès i els guàrdies de l’Autoritat de Vida Silvestre del Congo, i els preparatius per a les reparacions del centre havien començat. Després de donacions d'arreu del món, s'havia reconstruït un any després de l'atac.
El 14 de juliol de 2017, hi va haver un atac a la secció de la reserva prop de Mambasa, probablement per part dels rebels Mai-Mai. Periodistes estrangers (dos britànics i un estatunidenc) i diversos guardaparcs locals van sortir il·lesos, però cinc empleats de la reserva local (quatre vigilants i un rastrejador) van morir. També van morir uns quants dels atacants.